# Assumpta, svatý Mikuláš a svatý Václav z Vilémova

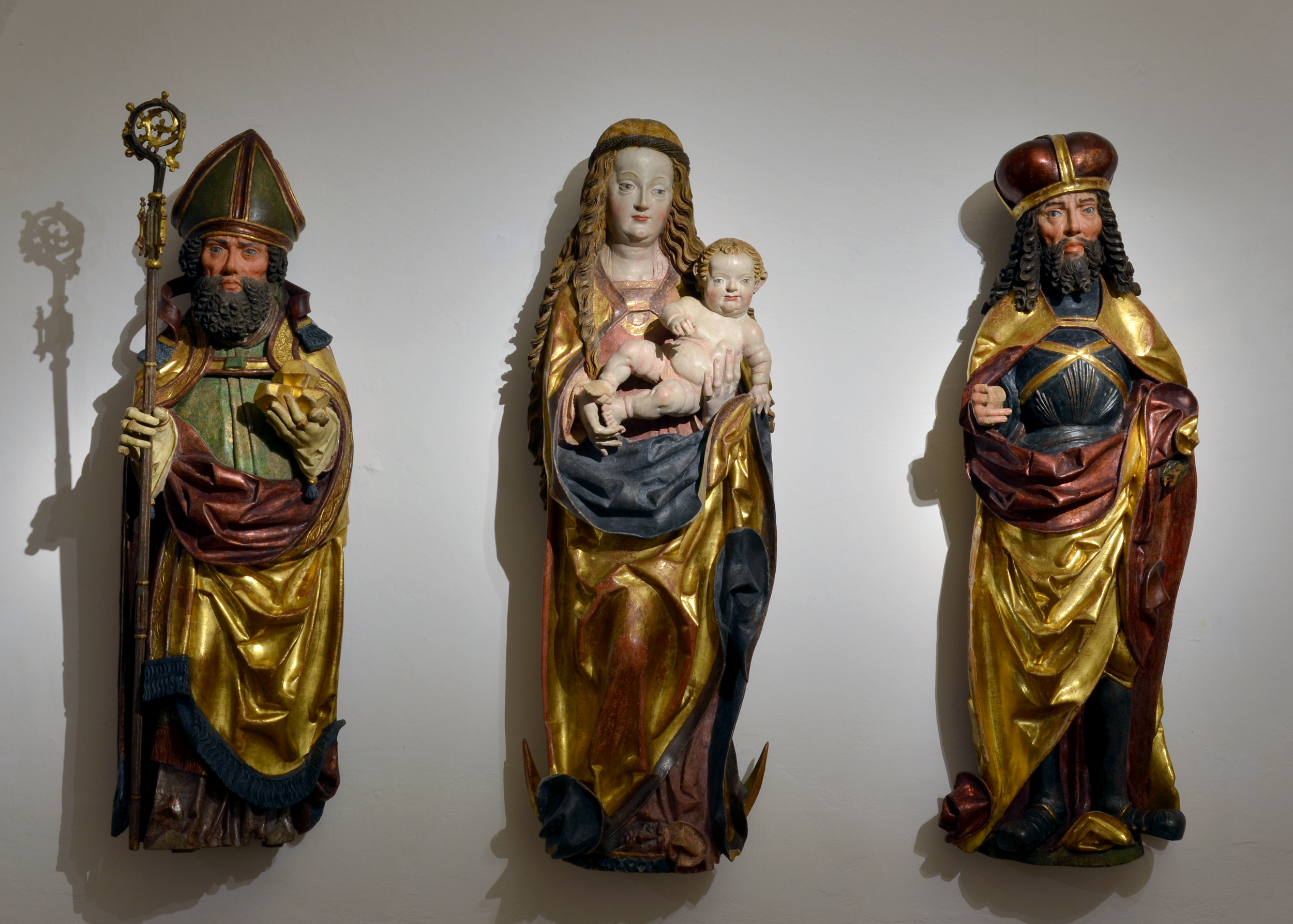
Assumpta, svatý Mikuláš, svatý Václav z Vilémova (1515–1520)

Assumpta, svatý Mikuláš a svatý Václav z Vilémova (1515–1520) jsou pozdně gotické dřevěné polychromované sochy, které tvořily součást nedochovaného hlavního oltáře kostela Sv. Mikuláše ve Vilémově. Jsou vystaveny ve stálé expozici Oblastního muzea v Chomutově, kam byly dlouhodobě zapůjčeny z děkanství Římskokatolické církve v Maštově.

## Původ soch
Kvalitní provedení soch v přední řezbářské dílně nasvědčuje, že jejich objednavatelem mohl být některý člen rytířského rodu Doupovců z Doupova, kteří spravovali Vilémov od poloviny 15. století do roku 1623. Sochy patrně pocházejí ze staršího a nedochovaného pozdně gotického hlavního oltáře v kostele Sv. Mikuláše ve Vilémově, postaveného ve 2. polovině 14. století. Kostel byl renesančně přestavěn roku 1612 a později barokně upraven. V té době byly sochy umístěny do barokního oltáře z roku 1673, kde přetrvaly až do 90. let 20. století. Roku 1992 byly sochy Sv. Václava a Sv. Mikuláše zapůjčeny do chomutovského muzea a roku 2013 církev zapůjčila i sochu Assumpty. Původně byla součástí souboru rovněž socha Zmrtvýchvstalého Krista, která byla zdokumentována roku 1928. V sedmdesátých letech 20. století byla umístěna do oratoře kostela svaté Markéty ve Vintířově, roku 1997 odcizena  a od té doby je nezvěstná. Tato socha mohla tvořit součást oltářního nástavce nebo byla užívána k inscenacím Kristova Zmrtvýchvstání během sváteční liturgie.

## Popis a zařazení
Sochy z lipového dřeva s vyhloubenou zadní stranou a původní polychromií. Sochy mají rozměry: Assumpta: výška 122 cm, šířka 42,5 cm, hloubka 29 cm, svatý Václav: výška 124 cm, šířka 42 cm, hloubka 23,5 cm, svatý Mikuláš: výška 122 cm, šířka 39 cm, hloubka 29,5 cm. Svatému Václavovi chybí levá ruka od lokte dolů, palec, ukazováček a prostředníček pravé ruky a atribut. Assumpta byla restaurována v letech 1913–1914 a 2009 (A. Svobodová), sochy svatého Václava a svatého Mikuláše byly restaurovány 1994 (H. Forstová) a 2013–2014 (M. Pavlíková).
Vilémovské řezby poprvé popsal ve dvacátých letech 20. století Josef Opitz, který je zařadil do okruhu prací sochaře Ulricha Creutze. Připsání soch již dříve zpochybnili Jaromír Pečírka (1928) nebo Otakar Votoček (1957) a zejména Jiřina Kumstátová ve své diplomové práci. Pozdější rekonstrukce Creutzova životopisu německými badateli i stylové zhodnocení dřevěných soch souvislost s jeho dílnou vyloučilo. Řezbář, který sochy vytvořil, je pomocně označován podle svého nejvýznačnějšího díla jako Mistr sv. Anny Samotřetí z Ústí nad Labem. Do Kadaně přišel pravděpodobně s Ulrichem Creutzem a dílna, do které patřil i tzv. Mistr kadaňských Ukřižovaných, zde po několik let pracovala na řadě zakázek.
U všech tří soch je zachováno původní zlacení a kvalitní polychromie, včetně zbytků reliéfního dekoru. Mají shodné základní kompoziční schéma oděvu, inspirované grafickými listy Monogramisty E.S. a švábským sochařstvím z poloviny 15. století, navazujícím na díla Hanse Multschera. Plášť přetažený před tělem se v úrovni pasu přetáčí na rub a tvoří mísovitý záhyb. Podobné drapériové schéma je známo také z norimberského sochařství z doby kolem roku 1470 (Sv. Papež, kostel sv. Sebalda, Norimberk, Sv. Vojtěch, kostel sv. Gertrudy, Frankfurt nad Odrou). Typ Assumpty s diagonálně položeným a živě se pohybujícím dítětem, které se přidržuje Mariina šatu, má původ v dílech krásného slohu a je akcentován např. v soše Dangolsheimské madony Niclause Gerhaerta van Leyden z let 1460-1465.
Vilémovské sochy souvisejí s celou skupinou příbuzných dřevořezeb, z nichž nejstarší je Panna Marie Ochranitelka z Annabergu, a obličejovým typem se podobají svaté Kateřině a svaté Barboře z Místa. Baculatý Ježíšek je téměř identický s dítětem v náručí svaté Anny Samotřetí z Ústí nad Labem nebo sv. Anny z Prunéřova. Shodné jsou rovněž pravidelně stáčené prameny vlasů, řezba rukou Assumpty s úzkými prsty a prodlouženými posledními články. V tomto souboru patří vilémovské sochy k nejkvalitnějším. 
V některých rysech jsou vilémovským sochám příbuzné i další dřevořezby z území západních Čech, např. Ukřižovaný nebo sv. Jakub Větší ze Želiny. Podle Jiřího Fajta působil v této době v královských službách v Praze a Kutné hoře sochař Hans Elfeldar, jehož sochu  Bolestného Krista ze staré radnice v Kutné Hoře lze rovněž řadit do souvislosti s vilémovskými světci. Společným východiskem pro celý soubor těchto soch jsou práce Veita Stosse z přelomu 15. a 16. století, např. Bolestný Kristus z Volckamerova epitafu (1499) nebo Ukřižovaný z kostela sv. Ducha v Norimberku.

### Jiná díla
- Sv. Papež, kostel sv. Sebalda, Norimberk (kolem 1470)
- Sv. Vojtěch, hlavní oltář kostela sv. Gertrudy, Frankfurt nad Odrou (80. léta 15. stol.)
- Dangolsheimská madona, Niklaus Gerhaert van Leyden, Berlín, Bode Museum (1460-1465)
- Madona v portálu kostela Korunování Panny Marie v Lautenbachu (1470-1480)
- Panna Marie Ochranitelka z Annabergu
- Sv. Anna Samotřetí z Ústí nad Labem
- Sv. Anna Samotřetí z Prunéřova
- Sv. Anna Samotřetí z Otvic

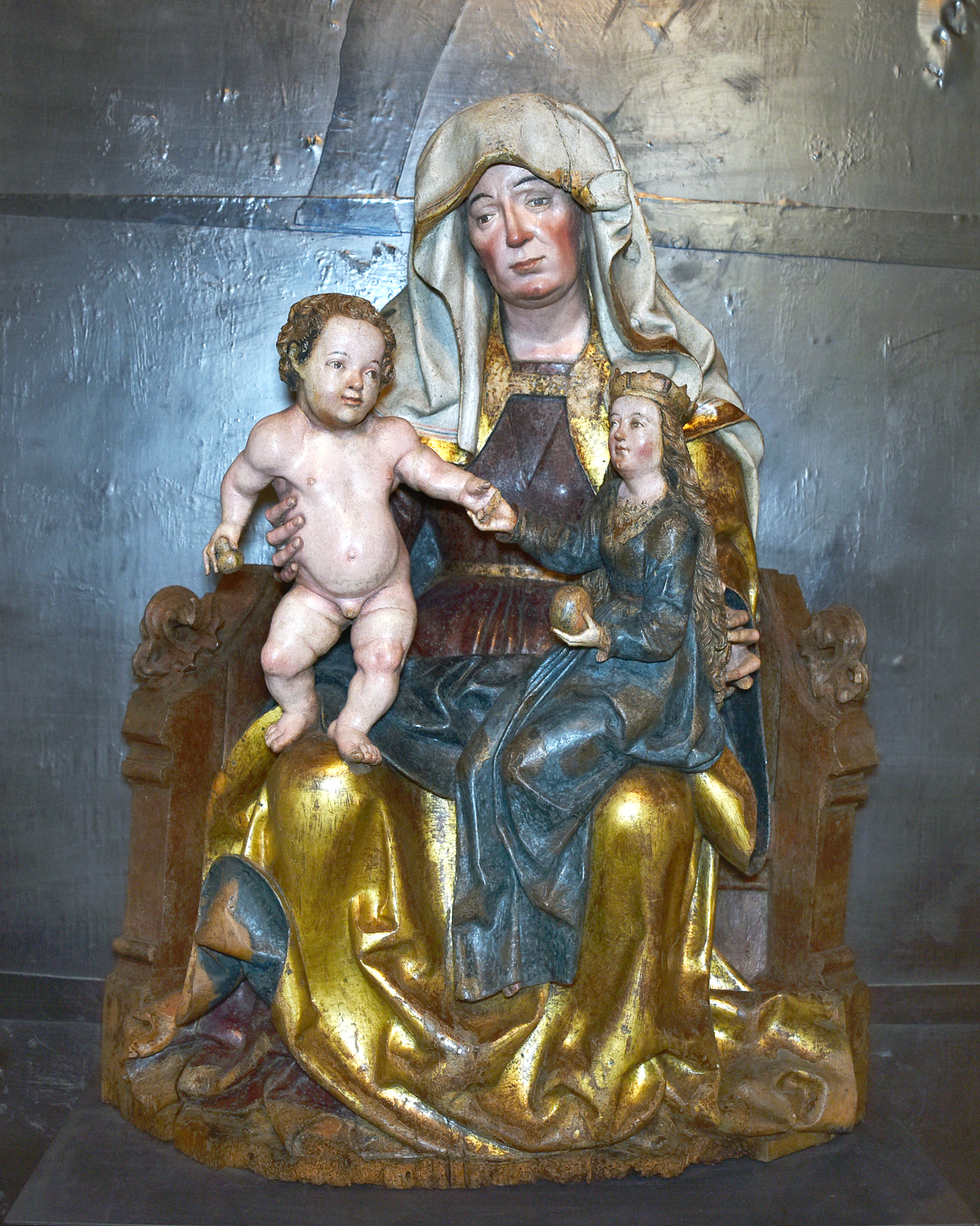
Sv. Anna Samotřetí z kostela Nanebevzetí Panny Marie v Ústí nad Labem (1520), Národní galerie v Praze
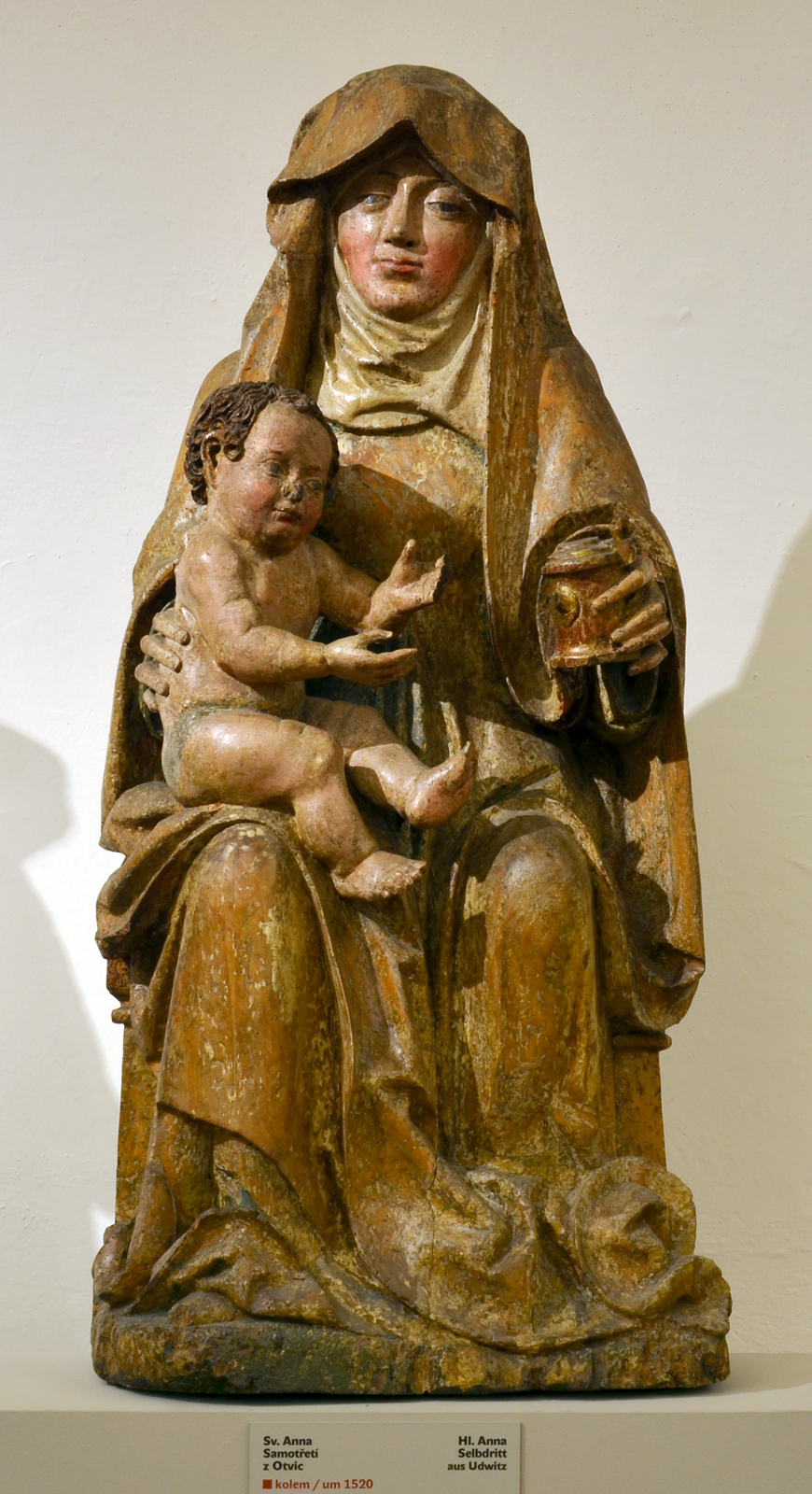
Sv. Anna Samotřetí z Otvic (kolem 1520)